# Herbita testinata
Herbita testinata är en fjärilsart som beskrevs av Achille Guenée 1858. Herbita testinata ingår i släktet Herbita och familjen mätare. Inga underarter finns listade i Catalogue of Life.